# Томаш Шпидлик
Томаш Јосеф кардинал Шпидлик (чеш. Tomáš Špidlík; Босковице, 17. децембар 1919 — Рим, 16. април 2010) је био чешки католички теолог, свештеник, језуита и кардинал (није био бискуп). Сматрало се да је био стручњак за хришћански исток и његов спиритуалиста.

## Биографија
Томаш Шпиндлик апсолвирао је основну школу и гимназију у родним Босковицама. У години 1938. је почео да студира латински и чешку литературу на филозофском факултету у Брну. После затварања високих школа од стране нациста 1939. године је уписао студије код језуита у Бенешову близу Прага а када су и овај заузели нацисти наставио је студије у Велехраду а када је завршио студиј био је именован за префекта на тамошњеој гимназији и ту је подучавао чешки и руски језик. 1946. године је послат на студије у Холандију у Мастрихт а 1950. године је допунио своја знања у италијанској Фиренци. Већ тада је било јсано да се у домовину неће вратити. Био је позван у сарадњу са Ватиканским радијом. У годинама 1951 — 1953. наставио је студије на Папском оријенталном институту а 1954. године је одбранио докторску дисертацију у Риму. Од 1954. године је радио као доцент на Папском оријенталном институту и гостовао је на многим университетима по свету а 1961. је био именован за професора. Његова предавања на радиу Ватикана су била превођена у многе друге језике.
2003. године је био од стране Јана Павла II именован за кардинала.
Томаш Кардинал Шпиндлик умро је 16. априла 2010. у 21,00 ч. после дуже болести у кругу својих пријатеља и сарадника у Риму.

## Ocene
У Риму су кардинала Шпидлика посетили Александер Дубчек и Вацлав Хавел и 1998. године га је Вацлав Хавел одликовао редом Томаша Масарика.
1989. године га је Институт оф Религ (Норд Каролина) именовао за „Човека године“ а 1990. му је тај исти институт дао титулу „Најобожаванији човек десетогодишта“.
2005. године је у Напуљу преузео прву награду „Корада Урсија“ за своје заслуге у разумевању народа посредством медија.
Поводом 400. годишњице рођења (1992. године) Ј. А. Коменског га је град „Угорски Брод“ почастовао златном медаљом а 1994. године га је француски град Троиес имановао почасним грађанином после издавања књиге „Опус Магнум“
Поводом 600. година смрти Сергеја Родонешког га је примио Московски патријарх Пимен и председник Михаил Горбачов и године 1993. био је иманован за почасног члана византијских студија у Петровграду.
1997. године је добио два почасна доктората од румунског и чешког универзитета а 1999. је добио почасни докторат од универзитета Карловог универзитета у Прагу.
2002. године му је Чешка бискупска коференција уделила ред Цирила и Методија за целоживотно дело.
Папа Јан Павол II именовао га је 2003. године за кардинала и у свој кардиналски грб је Шпидлик ставио речи „Из целог срца“.